# Kieler Sportvereinigung Holstein von 1900 2015-2016
Questa voce raccoglie le informazioni riguardanti il Holstein Kiel nelle competizioni ufficiali della stagione 2015-2016.

## Stagione
Nella stagione 2015-2016 l'Holstein Kiel, allenato da Karsten Neitzel, concluse il campionato di 3. Liga al 14º posto. In Coppa di Germania l'Holstein Kiel fu eliminato al primo turno dallo Stoccarda.

## Rosa
| N. |                        | Ruolo | Calciatore       |
| -- | ---------------------- | ----- | ---------------- |
| 1  | Germania (bandiera)    | P     | Robin Zentner    |
| 2  | Germania (bandiera)    | D     | Arne Sicker      |
| 3  | Germania (bandiera)    | D     | Dominik Schmidt  |
| 4  | Germania (bandiera)    | D     | Manuel Hartmann  |
| 5  | Germania (bandiera)    | D     | Denis Weidlich   |
| 6  | Germania (bandiera)    | C     | Evans Nyarko     |
| 7  | Irlanda (bandiera)     | D     | Patrick Kohlmann |
| 8  | Afghanistan (bandiera) | A     | Milad Salem      |
| 9  | Germania (bandiera)    | A     | Mathias Fetsch   |
| 9  | Germania (bandiera)    | A     | Manuel Schäffler |
| 10 | Germania (bandiera)    | A     | Saliou Sané      |
| 11 | Germania (bandiera)    | C     | Manuel Schwenk   |
| 12 | Filippine (bandiera)   | P     | Bernd Schipmann  |
| 13 | Germania (bandiera)    | D     | Marlon Krause    |
| 14 | Germania (bandiera)    | C     | Maik Kegel       |

| N. |                        | Ruolo | Calciatore           |
| -- | ---------------------- | ----- | -------------------- |
| 15 | Germania (bandiera)    | C     | Fabian Schnellhardt  |
| 17 | Germania (bandiera)    | A     | Steven Lewerenz      |
| 18 | Stati Uniti (bandiera) | P     | Kenneth Kronholm     |
| 19 | Germania (bandiera)    | D     | Patrick Herrmann     |
| 20 | Germania (bandiera)    | A     | Marc Heider          |
| 21 | Germania (bandiera)    | C     | Tim Siedschlag       |
| 23 | Germania (bandiera)    | C     | René Guder           |
| 25 | Germania (bandiera)    | P     | Niklas Jakusch       |
| 26 | Germania (bandiera)    | P     | Tjark Grundmann      |
| 27 | Germania (bandiera)    | A     | Fabian Arndt         |
| 28 | Germania (bandiera)    | C     | Louis Mandel         |
| 30 | Germania (bandiera)    | C     | Willi Evseev         |
| 31 | Germania (bandiera)    | C     | Finn Wirlmann        |
| 32 | Islanda (bandiera)     | D     | Eiður Sigurbjörnsson |
| 33 | Germania (bandiera)    | D     | Rafael Czichos       |

## Organigramma societario
Area tecnica
- Allenatore: Karsten Neitzel
- Allenatore in seconda: Jan Sandmann
- Preparatore dei portieri: Patrik Borger
- Preparatori atletici: Timm Sörensen

## Calciomercato

### Sessione estiva
| Acquisti | Acquisti            | Acquisti             | Acquisti |
| R.       | Nome                | da                   | Modalità |
| -------- | ------------------- | -------------------- | -------- |
| P        | Robin Zentner       | Magonza              |          |
| A        | Steven Lewerenz     | Kickers Würzburg     |          |
| D        | Rafael Czichos      | Rot-Weiß Erfurt      |          |
| C        | Louis Mandel        | Holstein Kiel U19    |          |
| C        | Evans Nyarko        | Borussia Dortmund II |          |
| A        | Milad Salem         | Osnabrück            |          |
| P        | Bernd Schipmann     | Schalke 04 II        |          |
| C        | Fabian Schnellhardt | Duisburg             |          |
| C        | Manuel Schwenk      | Heidenheim           |          |
| D        | Denis Weidlich      | Hansa Rostock        |          |

| Cessioni | Cessioni           | Cessioni          | Cessioni |
| R.       | Nome               | a                 | Modalità |
| -------- | ------------------ | ----------------- | -------- |
| D        | Hauke Wahl         | Paderborn         |          |
| A        | Jarosław Lindner   | Wehen Wiesbaden   |          |
| D        | Patrick Auracher   | Wormatia Worms    |          |
| C        | Patrick Breitkreuz | Energie Cottbus   |          |
| C        | Marcel Gebers      | Kickers Offenbach |          |
| C        | Rafael Kazior      | Werder Brema II   |          |
| D        | Marcel Kohn        | Lüneburger        |          |
| P        | Chris Kröhnert     | Schilksee         |          |
| A        | Fiete Sykora       | Weiche Flensburgo |          |
| C        | Mikkel Vendelbo    | Silkeborg         |          |

### Sessione invernale
| Acquisti | Acquisti             | Acquisti      | Acquisti |
| R.       | Nome                 | da            | Modalità |
| -------- | -------------------- | ------------- | -------- |
| C        | Willi Evseev         | Norimberga    |          |
| A        | Mathias Fetsch       | Dinamo Dresda |          |
| D        | Eiður Sigurbjörnsson | Örebro        |          |

| Cessioni | Cessioni | Cessioni | Cessioni |
| R.       | Nome     | a        | Modalità |
| -------- | -------- | -------- | -------- |

## Risultati

### 3. Liga

#### Girone di andata
| Arbitro: | Heft |

|  |           |                                   |
|  | Marcatori | 16’, 24’, 82’ Höler 45’ Derstroff |

| Arbitro: | Petersen |

|  |           |                            |
|  | Marcatori | 74’ Schäffler 77’ Lewerenz |

| Arbitro: | Schlager |

|                                      |           |  |
| Heider 9’ Lewerenz 58’ Schäffler 90’ | Marcatori |  |

| Arbitro: | Gerach |

|                                           |           |                              |
| Ofosu 14’ Fink 16’, 72’ (rig.) Löning 83’ | Marcatori | 44’ Schnellhardt 84’ Czichos |

| Arbitro: | Schwermer |

|                              |           |                       |
| Schnellhardt 29’ Czichos 66’ | Marcatori | 25’ Königs 77’ Kessel |

| Arbitro: | Stegemann |

|                                        |           |                             |
| Pisot 12’ (rig.) Savran 39’ Tüting 44’ | Marcatori | 67’ Schnellhardt 74’ Nyarko |

| Arbitro: | Gräfe |

|             |           |                      |
| Schmidt 23’ | Marcatori | 34’ Müller 47’ Berko |

| Aalen 13 settembre 2015, ore 14:00 CEST 8ª giornata | Aalen | 0 – 0 referto | Holstein Kiel | Scholz-Arena (5 016 spett.)\| Arbitro: \| Brand \| |
| Arbitro:                                            | Brand |               |               |                                                    |

| Kiel 19 settembre 2015, ore 14:00 CEST 9ª giornata | Holstein Kiel  | 0 – 0 referto | Hansa Rostock | Holstein-Stadion (7 691 spett.)\| Arbitro: \| Steinhaus-Webb \| |
| Arbitro:                                           | Steinhaus-Webb |               |               |                                                                 |

| Arbitro: | Kempkes |

|           |           |                          |
| Kauko 50’ | Marcatori | 16’ Lewerenz 54’ Schmidt |

| Aue-Bad Schlema 26 settembre 2015, ore 14:00 CEST 11ª giornata | Erzgebirge Aue | 0 – 0 referto | Holstein Kiel | Sparkassen-Erzgebirgsstadion (6 700 spett.)\| Arbitro: \| Koslowski \| |
| Arbitro:                                                       | Koslowski      |               |               |                                                                        |

| Kiel 2 ottobre 2015, ore 19:00 CEST 12ª giornata | Holstein Kiel | 0 – 0 referto | Magdeburgo | Holstein-Stadion (6 515 spett.)\| Arbitro: \| Alt \| |
| Arbitro:                                         | Alt           |               |            |                                                      |

| Arbitro: | Reichel |

|                                |           |             |
| Oehrl 18’, 38’ Book 57’ (rig.) | Marcatori | 72’ Czichos |

| Arbitro: | Willenborg |

|                |           |                          |
| Siedschlag 75’ | Marcatori | 12’ Stefaniak 35’ Eilers |

| Arbitro: | Mix |

|                            |           |  |
| Pischorn 27’ Reichwein 37’ | Marcatori |  |

| Arbitro: | Cortus |

|                       |           |                    |
| Czichos 24’, 31’, 48’ | Marcatori | 65’ (aut.) Czichos |

| Arbitro: | Pfeifer |

|              |           |                                           |
| Wanitzek 76’ | Marcatori | 11’ Schnellhardt 47’ Lewerenz 74’ Schmidt |

| Arbitro: | Siewer |

|                    |           |                         |
| Kurzweg 19’ (aut.) | Marcatori | 29’ Daghfous 74’ Jabiri |

| Arbitro: | Schwermer |

|          |           |                                            |
| Menz 36’ | Marcatori | 2’ Guder 34’ Lewerenz 85’ (rig.) Schäffler |

#### Girone di ritorno
| Magonza 12 dicembre 2015, ore 14:00 CET 20ª giornata | Magonza II | 0 – 0 referto | Holstein Kiel | Stadion am Bruchweg (798 spett.)\| Arbitro: \| Reichel \| |
| Arbitro:                                             | Reichel    |               |               |                                                           |

| Arbitro: | Badstübner |

|  |           |                                                  |
|  | Marcatori | 33’ Aydemir 42’ Osawe 62’ Engelhardt 72’ Bertram |

| Arbitro: | Heft |

|                             |           |              |
| von Haacke 45’ Jacobsen 55’ | Marcatori | 69’ Lewerenz |

| Arbitro: | Sippel |

|                                              |           |                 |
| Lewerenz 10’, 17’, 72’ Fetsch 26’ Evseev 29’ | Marcatori | 9’, 50’ Türpitz |

| Arbitro: | Jablonski |

|                     |           |                                       |
| Königs 8’ Biada 88’ | Marcatori | 4’ Schnellhardt 9’ Czichos 46’ Heider |

| Arbitro: | Zorn |

|  |           |           |
|  | Marcatori | 90’ Menga |

| Stoccarda 19 febbraio 2016, ore 19:00 CET 26ª giornata | Kickers Stoccarda | 0 – 0 referto | Holstein Kiel | Gazi-Stadion auf der Waldau (3 450 spett.)\| Arbitro: \| Koslowski \| |
| Arbitro:                                               | Koslowski         |               |               |                                                                       |

| Arbitro: | Mix |

|            |           |  |
| Fetsch 40’ | Marcatori |  |

| Arbitro: | Schult |

|             |           |  |
| Erdmann 41’ | Marcatori |  |

| Arbitro: | Börner |

|             |           |                                    |
| Schwenk 88’ | Marcatori | 21’ Sukuta-Pasu 29’ (rig.) Schorch |

| Arbitro: | Kempter |

|                                   |           |  |
| Fetsch 17’ Schwenk 35’ Heider 88’ | Marcatori |  |

| Arbitro: | Waschitzki-Günther |

|  |           |             |
|  | Marcatori | 28’ Schwenk |

| Arbitro: | Schwermer |

|             |           |                   |
| Schmidt 90’ | Marcatori | 23’ Schnellbacher |

| Dresda 9 aprile 2016, ore 14:00 CEST 33ª giornata | Dinamo Dresda | 0 – 0 referto | Holstein Kiel | DDV-Stadion (28 935 spett.)\| Arbitro: \| Schröder \| |
| Arbitro:                                          | Schröder      |               |               |                                                       |

| Kiel 16 aprile 2016, ore 14:00 CEST 34ª giornata | Holstein Kiel | 0 – 0 referto | Preußen Münster | Holstein-Stadion (4 936 spett.)\| Arbitro: \| Reichel \| |
| Arbitro:                                         | Reichel       |               |                 |                                                          |

| Aspach 23 aprile 2016, ore 14:00 CEST 35ª giornata | Sonnenhof G. | 0 – 0 referto | Holstein Kiel | Mechatronik Arena (1 100 spett.)\| Arbitro: \| Huber \| |
| Arbitro:                                           | Huber        |               |               |                                                         |

| Arbitro: | Hussein |

|              |           |  |
| Lewerenz 89’ | Marcatori |  |

| Arbitro: | Welz |

|            |           |              |
| Haller 81’ | Marcatori | 31’ Lewerenz |

| Arbitro: | Schwermer |

|  |           |                                       |
|  | Marcatori | 5’ Brückner 52’ Bergmann 65’ Nikolaou |

### Coppa di Germania
| Arbitro: | Winkmann |

|             |           |                        |
| Czichos 37’ | Marcatori | 41’ Didavi 60’ Ginczek |

## Statistiche

### Statistiche di squadra
| Competizione      | Punti | In casa | In casa | In casa | In casa | In casa | In casa | In trasferta | In trasferta | In trasferta | In trasferta | In trasferta | In trasferta | Totale | Totale | Totale | Totale | Totale | Totale | DR |
| Competizione      | Punti | G       | V       | N       | P       | Gf      | Gs      | G            | V            | N            | P            | Gf           | Gs           | G      | V      | N      | P      | Gf     | Gs     | DR |
| ----------------- | ----- | ------- | ------- | ------- | ------- | ------- | ------- | ------------ | ------------ | ------------ | ------------ | ------------ | ------------ | ------ | ------ | ------ | ------ | ------ | ------ | -- |
| 3. Liga           | 48    | 19      | 6       | 5       | 8       | 23      | 26      | 19           | 6            | 7            | 6            | 21           | 21           | 38     | 12     | 12     | 14     | 44     | 47     | -3 |
| Coppa di Germania | -     | 1       | 0       | 0       | 1       | 1       | 2       | 0            | 0            | 0            | 0            | 0            | 0            | 1      | 0      | 0      | 1      | 1      | 2      | -1 |
| Totale            | 48    | 20      | 6       | 5       | 9       | 24      | 28      | 19           | 6            | 7            | 6            | 21           | 21           | 39     | 12     | 12     | 15     | 45     | 49     | -4 |

### Andamento in campionato
| Giornata  | 1  | 2 | 3 | 4  | 5 | 6  | 7  | 8  | 9  | 10 | 11 | 12 | 13 | 14 | 15 | 16 | 17 | 18 | 19 | 20 | 21 | 22 | 23 | 24 | 25 | 26 | 27 | 28 | 29 | 30 | 31 | 32 | 33 | 34 | 35 | 36 | 37 | 38 |
| --------- | -- | - | - | -- | - | -- | -- | -- | -- | -- | -- | -- | -- | -- | -- | -- | -- | -- | -- | -- | -- | -- | -- | -- | -- | -- | -- | -- | -- | -- | -- | -- | -- | -- | -- | -- | -- | -- |
| Luogo     | C  | T | C | T  | C | T  | C  | T  | C  | T  | T  | C  | T  | C  | T  | C  | T  | C  | T  | T  | C  | T  | C  | T  | C  | T  | C  | T  | C  | C  | T  | C  | T  | C  | T  | C  | T  | C  |
| Risultato | P  | V | V | P  | N | P  | P  | N  | N  | V  | N  | N  | P  | P  | P  | V  | V  | P  | V  | N  | P  | P  | V  | V  | P  | N  | V  | P  | P  | V  | V  | N  | N  | N  | N  | V  | N  | P  |
| Posizione | 20 | 9 | 4 | 11 | 9 | 15 | 16 | 14 | 16 | 13 | 13 | 14 | 16 | 17 | 20 | 15 | 13 | 13 | 12 | 13 | 15 | 16 | 14 | 13 | 13 | 14 | 11 | 11 | 13 | 12 | 10 | 8  | 10 | 10 | 12 | 9  | 10 | 14 |

Legenda:

Luogo: C = Casa; T = Trasferta. Risultato: V = Vittoria; N = Pareggio; P = Sconfitta.

### Statistiche dei giocatori
| Giocatore         | 3. Liga  | 3. Liga | 3. Liga     | 3. Liga    | Coppa di Germania | Coppa di Germania | Coppa di Germania | Coppa di Germania | Totale   | Totale | Totale      | Totale     |
| Giocatore         | Presenze | Reti    | Ammonizioni | Espulsioni | Presenze          | Reti              | Ammonizioni       | Espulsioni        | Presenze | Reti   | Ammonizioni | Espulsioni |
| ----------------- | -------- | ------- | ----------- | ---------- | ----------------- | ----------------- | ----------------- | ----------------- | -------- | ------ | ----------- | ---------- |
| F. Arndt          | 0        | 0       | 0           | 0          | 0                 | 0                 | 0                 | 0                 | 0        | 0      | 0           | 0          |
| R. Czichos        | 34       | 7       | 6           | 0          | 1                 | 1                 | 0                 | 0                 | 35       | 8      | 6           | 0          |
| W. Evseev         | 7        | 1       | 2           | 0          | 0                 | 0                 | 0                 | 0                 | 7        | 1      | 2           | 0          |
| M. Fetsch         | 15       | 3       | 3           | 0          | 0                 | 0                 | 0                 | 0                 | 15       | 3      | 3           | 0          |
| T. Grundmann      | 0        | 0       | 0           | 0          | 0                 | 0                 | 0                 | 0                 | 0        | 0      | 0           | 0          |
| R. Guder          | 6        | 1       | 0           | 0          | 0                 | 0                 | 0                 | 0                 | 6        | 1      | 0           | 0          |
| M. Hartmann       | 6        | 0       | 0           | 0          | 0                 | 0                 | 0                 | 0                 | 6        | 0      | 0           | 0          |
| M. Heider         | 38       | 3       | 2           | 0          | 1                 | 0                 | 0                 | 0                 | 39       | 3      | 2           | 0          |
| P. Herrmann       | 37       | 0       | 3           | 0          | 1                 | 0                 | 1                 | 0                 | 38       | 0      | 4           | 0          |
| N. Jakusch        | 13       | 0       | 0           | 0          | 1                 | 0                 | 0                 | 0                 | 14       | 0      | 0           | 0          |
| M. Kegel          | 31       | 0       | 9           | 0          | 1                 | 0                 | 0                 | 0                 | 32       | 0      | 9           | 0          |
| P. Kohlmann       | 30       | 0       | 7           | 0          | 0                 | 0                 | 0                 | 0                 | 30       | 0      | 7           | 0          |
| M. Krause         | 6        | 0       | 0           | 0          | 1                 | 0                 | 0                 | 0                 | 7        | 0      | 0           | 0          |
| K. Kronholm       | 0        | 0       | 0           | 0          | 0                 | 0                 | 0                 | 0                 | 0        | 0      | 0           | 0          |
| S. Lewerenz       | 35       | 11      | 6           | 0          | 1                 | 0                 | 0                 | 0                 | 36       | 11     | 6           | 0          |
| L. Mandel         | 0        | 0       | 0           | 0          | 0                 | 0                 | 0                 | 0                 | 0        | 0      | 0           | 0          |
| E. Nyarko         | 17       | 1       | 3           | 0          | 0                 | 0                 | 0                 | 0                 | 17       | 1      | 3           | 0          |
| M. Salem          | 1        | 0       | 0           | 0          | 0                 | 0                 | 0                 | 0                 | 1        | 0      | 0           | 0          |
| S. Sané           | 28       | 0       | 1           | 0          | 1                 | 0                 | 0                 | 0                 | 29       | 0      | 1           | 0          |
| B. Schipmann      | 0        | 0       | 0           | 0          | 0                 | 0                 | 0                 | 0                 | 0        | 0      | 0           | 0          |
| D. Schmidt        | 27       | 4       | 7           | 0          | 0                 | 0                 | 0                 | 0                 | 27       | 4      | 7           | 0          |
| F. Schnellhardt   | 35       | 5       | 11          | 0          | 1                 | 0                 | 0                 | 0                 | 36       | 5      | 11          | 0          |
| M. Schwenk        | 14       | 3       | 0           | 0          | 0                 | 0                 | 0                 | 0                 | 14       | 3      | 0           | 0          |
| M. Schäffler      | 37       | 3       | 4           | 0          | 1                 | 0                 | 0                 | 0                 | 38       | 3      | 4           | 0          |
| A. Sicker         | 3        | 0       | 0           | 0          | 0                 | 0                 | 0                 | 0                 | 3        | 0      | 0           | 0          |
| T. Siedschlag     | 30       | 1       | 2           | 0          | 1                 | 0                 | 0                 | 0                 | 31       | 1      | 2           | 0          |
| E. Sigurbjörnsson | 12       | 0       | 8           | 0          | 0                 | 0                 | 0                 | 0                 | 12       | 0      | 8           | 0          |
| H. Wahl           | 3        | 0       | 0           | 0          | 1                 | 0                 | 0                 | 0                 | 4        | 0      | 0           | 0          |
| D. Weidlich       | 29       | 0       | 2           | 0          | 1                 | 0                 | 0                 | 0                 | 30       | 0      | 2           | 0          |
| F. Wirlmann       | 10       | 0       | 1           | 0          | 1                 | 0                 | 0                 | 0                 | 11       | 0      | 1           | 0          |
| R. Zentner        | 25       | 0       | 1           | 0          | 0                 | 0                 | 0                 | 0                 | 25       | 0      | 1           | 0          |